# Arbanitis maculosus
Espèce
Synonymes
- Dyarcyops maculosus Rainbow & Pulleine, 1918
- Misgolas maculosus (Rainbow & Pulleine, 1918)

Misgolas maculosus est une espèce d'araignées mygalomorphes de la famille des Idiopidae.

## Distribution
Cette espèce est endémique de Nouvelle-Galles du Sud en Australie. Elle a été découverte à Botany Bay.

## Description
La carapace de la femelle holotype mesure 6,2 mm de long sur 4,4 mm et l'abdomen 9,5 mm de long sur 5,1 mm.

## Publication originale
- Rainbow & Pulleine, 1918 : Australian trap-door spiders. Records of the Australian Museum, vol. 12, p. 81-169 (texte intégral).